# Robert Baker
Robert Baker je bývalý americký atlet, závodící v desetiboji. Jeho nejvýznamnějším výkonem je historicky první běh na 1500 metrů zaběhnutý pod 4 minuty v rámci desetiboje. Výkon 3:58,7 minuty z roku 1980 (v texaském Austinu), je dodnes platným světovým desetibojařským rekordem. Jednalo se spíše o „univerzitního desetibojaře“, který se na mezinárodní úrovni neprezentoval. V roce 1978 získal Baker ocenění Howard L. Mitchell Athletic Award.